# خانه میرزا هدایت‌الله وزیردفتری
منزل میرزا هدایت الله وزیردفتری مربوط به دوره قاجار است و در شهرستان آشتیان، بازار شهر آشتیان، موزه فعلی شهر آشتیان واقع شده و این اثر در تاریخ ۲۶ اسفند ۱۳۸۶ با شمارهٔ ثبت ۲۲۰۹۲ به‌عنوان یکی از آثار ملی ایران به ثبت رسیده است.